# Noord-Para
Noord-Para es uno de los cinco ressorts, o en neerlandés ressorten, en los que se divide el distrito de Para en Surinam.
Limita al norte con el distrito de Wanica, al este con Oost-Para, al sur con el ressort de Zuid-Para, y al oeste con el distrito de Saramacca.
En 2004, Noord-Para, según cifras de la Oficina Central de Asuntos Civiles tenía 6442 habitantes.